# Konrad Sieblist
Konrad Sieblist (* 23. April 1880 in Konstantinopel; † 17. Dezember 1969 in Dresden) war ein deutscher Jurist und Lokalpolitiker. Es war 25 Jahre Bürgermeister der Stadt Oschatz.

## Leben
Er war der Sohn kaiserlichen Postsekretärs und späteren Vizepräsidenten der Oberpostdirektion Dresden, Otto Sieblist. Nach dem Besuch der Vorschulen der Gymnasien in Berlin und Trier und der Gymnasien Arnsberg, Berlin, Karlsruhe, Köln, Bramberg sowie dem anschließenden Studium an den Universitäten Marburg und Leipzig mit Promotion zum Dr. jur. wurde er zunächst Referendar in Leipzig, dann in Annaberg im sächsischen Erzgebirge. 1908 wechselte er in die Stadt Crimmitschau, wo er eine Stelle als Ratsassessor antrat. Bereits im nächsten Jahr zog er nach Mittweida, wo er bis 1914 als Stadtrat und stellvertretender Bürgermeister wirkte.
Ab 1. August 1914 war er Bürgermeister von Oschatz. Nach der „Machtergreifung“ der Nationalsozialisten wurde er Mitglied und Amtswalter der NSDAP und blieb somit im Amt. In seiner Amtszeit als Bürgermeister wurde u. a. von April bis Mai 1933 im städtischen Ferienlager Pappenheim ein Konzentrationslager für Gegner des NS-Regimes eingerichtet, 1934 ein Fliegerhorst in Oschatz gebaut und eine Wehrkreis-Remonteschule in der ehemaligen Ulanenkaserne gebildet.
Ferner war Sieblist Vorstandsmitglied und stellvertretender Vorsitzender des Sächsischen Landespensionsverbandes und des Ferngasverbandes Leisnig sowie Vorsitzender eines Kassenrevisionsverbandes.
1928 war er Kandidat der bürgerlichen Seite zur Zuwahl für den Sächsischen Gemeindetag.
Nach 25-jähriger Dienstzeit trat er am 1. August 1939 „aus Gesundheitsrücksichten“ im Alter von 59 Jahren in den Ruhestand, nachdem er schon seit Mai 1938 gezwungen war, krankheitsbedingt Urlaub zu nehmen. Sich selbst sah er als Opfer, da „er vom faschistischen Kreisleiter schwer verfolgt und schließlich aus seinem Amt gedrängt“ wurde, „der ihn jahrelang mit den gemeinsten Anschuldigungen und Verleumdungen verfolgt hat“.
Er zog mit seiner Familie nach Dresden und musste dort den Verlust seiner beiden Söhne bei der Wehrmacht im Zweiten Weltkrieg erleben.

## Nachlass
Ein Teil des schriftlichen Nachlasses von Sieblist befindet sich im Stadtarchiv Oschatz, darunter sein Kriegstagebuch 1914–1917.

## Ehrungen
- Sächsisches Kriegsverdienstkreuz
- Preußisches Kriegsverdienstkreuz für Kriegshilfe
- Türkischer Roter Halbmond
- Treudienst-Ehrenzeichen für 25 Dienstjahre